# Sun Giant
Sun Giant – druga EPka amerykańskiego zespołu Fleet Foxes, wydana 8 kwietnia 2008 roku. Otrzymała pozytywne recenzje krytyków i, razem z debiutem grupy (Fleet Foxes), znalazła się na szczycie listy najlepszych albumów 2008 roku Pitchforka. Materiał na płytę był nagrywany po piosenkach na debiutancki LP, ponieważ Sun Giant początkowo miał być płytą sprzedawaną tylko na koncertach grupy. Jednak wobec dużego zainteresowania, pojawiła się także poza nimi.

## Lista utworów
1. „Sun Giant” – 2:14
2. „Drops in the River” – 4:13
3. „English House” – 4:41
4. „Mykonos” – 4:35
5. „Innocent Son” – 3:07